# バンズ

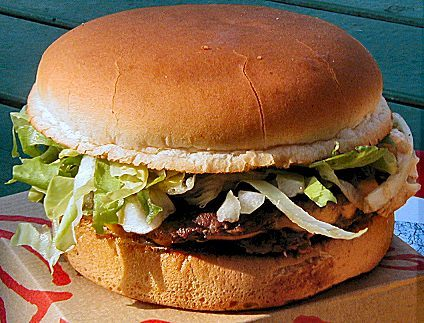
ハンバーガーバン

バンズ（英語複数形: buns）は、甘味または塩味が少ない丸パンである。その製法から速成パンに分類される。
日本語では、「バンズ」という複数形が定着している（英語の単数形は bun〈バン〉である）。パンの一種であることから、「パンズ」と誤認されることがある。
「バン」と呼ばれるパンにはホットドッグバンやハンバーガーバンなど具を挟むものと、シナモンバンやホットクロスバンなど単体で食べるものがある。中華まん（包子）や蒸しパンは英語で「スティームド・バン」（steamed bun、蒸しバン）と呼ばれる。
ハンバーガーバンの場合、上部は英語で「クラウン」（crown、「冠部」）、下部は「ヒール」（heel、「かかと」）と呼ばれる。これらは1個のバンをスライスしたものなので、1対を a bun と単数で呼ぶ。
ビッグマックのような高さのあるハンバーガーで、真ん中に入る部分は「クラブ」という。 
イギリスでは、地域によって大きく異なり、イングランド北部では小さな丸い普通のパンを指すが、
イングランド南部では、バンは手のひらサイズの甘いケーキを指す 。アイルランドでは、バンは甘いケーキを指し、アメリカのカップケーキにほぼ相当する。

## バンズの例
- ハンバーガー、ハンバーガー・バンズ Hamburger bun
- スパイスバン Spiced bun
  - ホットクロスバン Hot cross bun
- シナモンバン
- ホットドッグ、ホットドッグ・バンズ Hot dog bun
- 中華まん
- 蒸しパン
- 菠蘿包 - パイナップル・パンとも呼ばれる香港のメロンパンに似た菓子パンの一種。間にバターや肉製品などを挟む例がある。
- 焼餅 (中国) - シャオビン。中国北京や華北の小ぶりなパン。北京ダックや羊の焼き肉などを挟んで食べることが多い。

## 参考画像

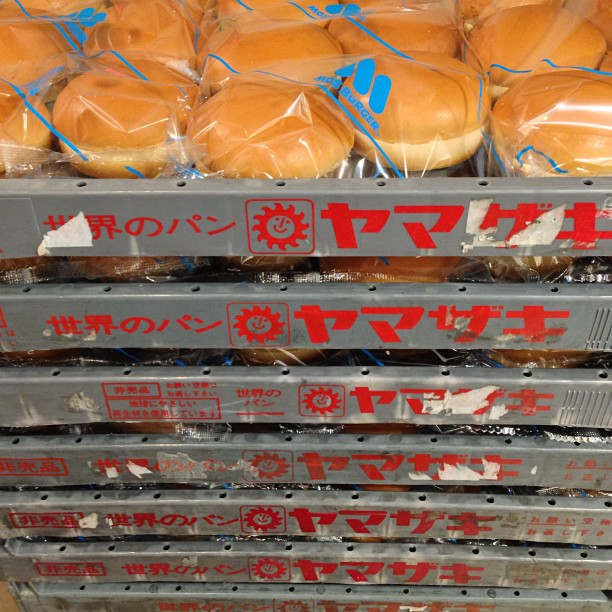
ハンバーガー用（調理前）
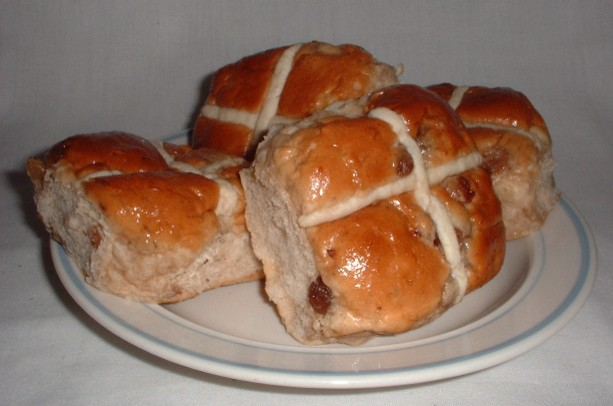
英語圏の復活祭につきもののホットクロスバンズ
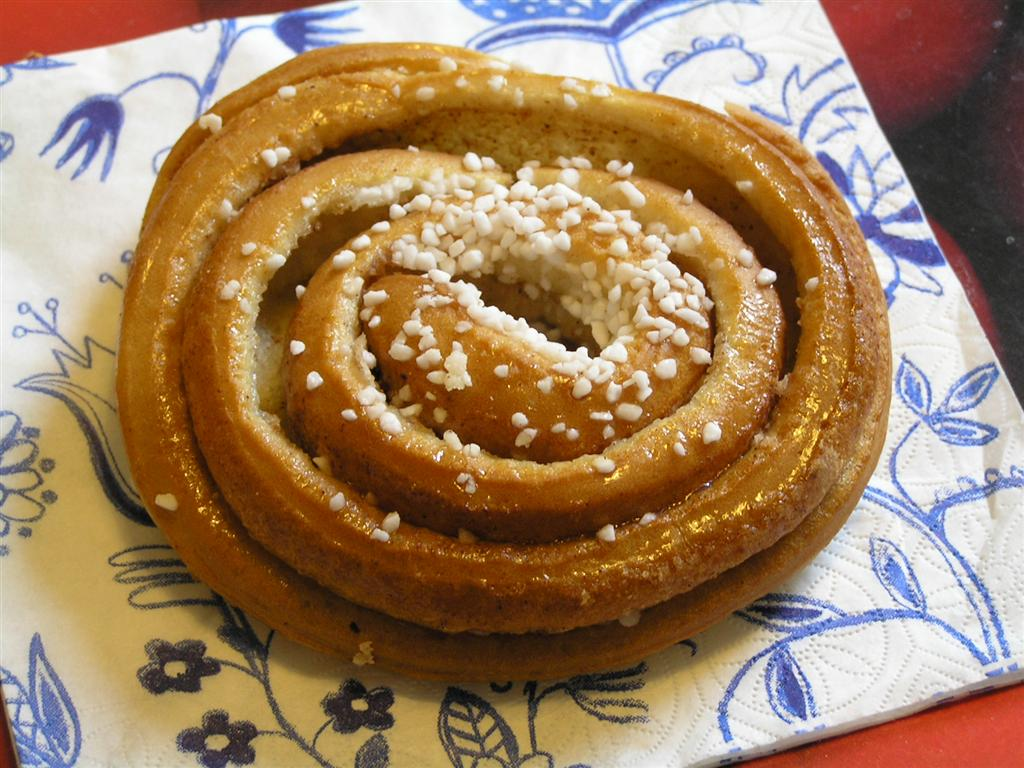
スウェーデンのシナモンバン（シナモンロール）